# Petra (keresztnév)
A Petra latin eredetű női keresztnév, a Péter (Petrus) férfinév párja.
Egyrészt a Petrus férfinév nőnemű alakjaként, másrészt a Petronella női keresztnév önállósult becézőjeként származtatják. 
Férfi párja Péter, közvetve ennek rokonaiként Pető, Petúr, Petur, Petrus. 
Becézői (a Péter férfinévhez hasonlóan) például Peti, Petri, Petrus, Petra, Eta-Petra. A név jelentése: kőszikla.

## Gyakorisága
Az 1990-es években igen gyakori név, a 2000-es években a 6-9. leggyakoribb női név.

## Névnapok
- június 29.[2]
- október 2.[2]

## Híres Petrák
| - Bánhidi Petra táncos - Gaják Petra műsorvezető, logopédus - Haumann Petra színésznő - Jakab Petra válogatott labdarúgó - Mandula Petra teniszező | - Opitz Petra színésznő - Palotás Petra műsorvezető - Péter Petra szociológus - Varga Petra orgonista, zongorista |